# Skyranger 35
Skyranger 35 — баштова система протиповітряної оборони малого радіусу дії, розроблена Rheinmetall Air Defense AG (раніше Oerlikon).

## Будова
Мобільна версія системи протиповітряної оборони Skyshield на базі башти, оснащена 35-мм револьверною гарматою на базі гармати 35/1000. Вона може підніматися на 85° з поворотом на 360°. Дистанційно керована башта важить 4,25 тонни в навантаженому стані та управляється двома операторами всередині транспортного засобу. Гармата оптимізована для ведення вогню боєприпасами AHEAD, боєприпасом повітряного вибуху, який випускає хмару субснарядів безпосередньо перед ціллю, що дозволяє їй уражати звичайні, а також низьколетючі, повільні та малі повітряні загрози, включаючи БПЛА та виконувати функції C-RAM.
Гармата може стріляти швидкими одиночними пострілами зі швидкістю 200 пострілів на хвилину або з максимальною швидкістю 1 000 пострілів на хвилину. Має ефективну дальність стрільби 4 000 м. Skyranger 35 мають інтегрований набір датчиків, що складається з радара X-діапазону або Ku-діапазону з радіусом дії до 30 км та електрооптичного датчика, інфрачервоної камери з лазерним далекоміром і автоматичним супроводом цілі. Башта споряджена 252 снарядами. Може встановлюватися на різну колісну та гусеничну техніку. Прототипи були вбудовані в бронетранспортери Piranha IIIH, Piranha IV і Boxer 8×8.
У 2021 році була представлена Skyranger 30, яка є полегшеною версією, оснащеною 30-мм гарматою та ракетами «земля-повітря» малої дальності.

## Користувачі та планові закупівлі
За словами генерального директора Rheinmetall Арміна Паппергера, станом на початок березня 2023 року в Україні працювали дві системи Skyranger. Того ж місяця він заперечив власні слова.
Оскільки спостерігається масове використання безпілотників у російсько-українській війні, Федеральне міністерство оборони Німеччини планує відновити Армійську протиповітряну оборону Бундесверу, яка була виведена з озброєння в 2012 році. Для цього міністерство оборони хоче закупити десятки Skyranger.